# Wielki Wschód Włoch
Wielki Wschód Włoch (wło. Grande Oriente d'Italia) – włoska organizacja masońska, mająca swoją siedzibę w Palazzo Giustiniani w Rzymie. Wielkimi mistrzami organizacji byli m.in. Giuseppe Garibaldi, Adriano Lemmi, rzeźbiarz Ettore Ferrari, burmistrz Rzymu Ernesto Nathan i Giuseppe Mazzini. Jej działalność została zakazana w 1925 roku przez Mussoliniego. Odrodziła się po II wojnie światowej. W 1972 została uznana za regularną przez Wielką Zjednoczoną Lożę Anglii (UGLE), ale później decyzja została cofnięta. Loża Propaganda Due stanowiła początkowo część Wielkiego Wschodu Włoch, ale została wyrzucona w 1974 roku.